# 9824 Marylea
9824 Marylea este un asteroid din centura principală de asteroizi.

## Descriere
9824 Marylea este un asteroid din centura principală de asteroizi. A fost descoperit pe 30 septembrie 1973 la Observatorul Palomar de Cornelis Johannes van Houten, Ingrid van Houten-Groeneveld și Tom Gehrels. Asteroidul prezintă o orbită caracterizată de o semiaxă mare de 2,87 ua, o excentricitate de 0,06 și o înclinație de 3,0° în raport cu ecliptica.